# Sebastian (2024)
Sebastian ist ein Filmdrama von Mikko Mäkelä. In dem Film spielt Ruaridh Mollica einen angehenden Schriftsteller, der freiberuflich in London für eine Zeitschrift arbeitet, in einem anderen Leben jedoch als Escort. Der Film feierte im Januar 2024 beim Sundance Film Festival seine Premiere, wo er im World Cinema Dramatic Competition gezeigt wurde. Eine erste Vorstellung in Belgien ist im Oktober 2024 beim Film Fest Gent geplant.

## Handlung
Der 25-jährige Max stammt aus Schottland, lebt aber in London, hat eine beste Freundin namens Amna, arbeitet freiberuflich für eine Zeitschrift und plant eine Karriere als Schriftsteller. Er will eine Kurzgeschichte schreiben, die in der Literaturzeitschrift Granta veröffentlicht werden soll. Auch schreibt er an seinem autobiografischen Roman und beginnt ein Doppelleben.
Unter dem Pseudonym „Sebastian“ wird er Sexarbeiter und vertieft dabei sein Selbstgefühl, losgelöst von gesellschaftlichen Erwartungen. Zu seinen Kunden, mit denen er über die Website Dreamy Guys in Kontakt tritt, gehören insbesondere korpulente, ältere Männer. Er führt das Leben eines Escorts und redet sich ein, dass seine Zeit als Sebastian ausschließlich Forschungszwecken dient. Er geht seine Zeit als Sebastian wie ein Schauspieler an, der sich auf eine Rolle vorbereitet. Er rasiert sich die Brust, trainiert im Fitnessstudio und übt vor jedem Treffen seine Gesichtszüge im Spiegel. Seine Kunden bemerken nicht, dass er nur spielt.
In seinem Job für die Zeitschrift bereitet sich Max auf ein Interview mit dem Schriftsteller Bret Easton Ellis vor.

## Produktion

### Regie und Drehbuch
Regie führte der Finne Mikko Mäkelä, der auch das Drehbuch schrieb. Es handelt sich um seinen zweiten Spielfilm nach Die Hütte am See von 2017. Vor seinem Spielfilmdebüt führte Mäkelä bei einer Reihe von Musikvideos Regie und arbeitete außerdem als Texter für Theaterstücke und Werbespots. Wie sein Protagonist Max zog der gebürtige Finne im Alter von 18 Jahren von einer kleinen Stadt in Finnland nach England, wo er an der University of Nottingham und dem University College London Englische Literatur und Französisch und Schreiben am City Literary Institute studierte. Mäkelä begann seine Karriere im Filmbereich als Editor. Als Schauspieler war er in dem Science-Fiction-Film How to Talk to Girls at Parties von John Cameron Mitchell in einer Nebenrolle zu sehen.

### Besetzung, Dreharbeiten und Filmmusik

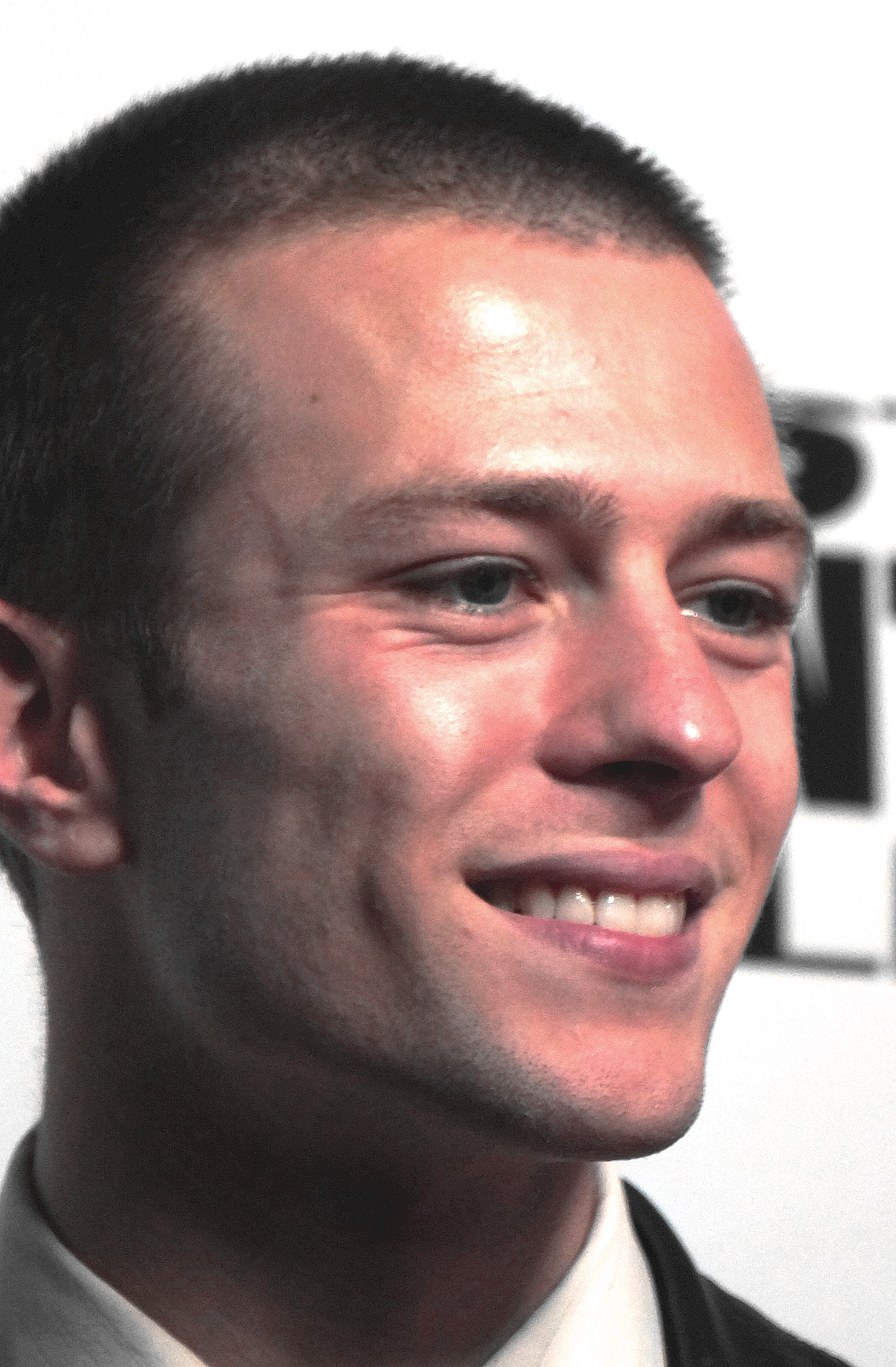
Ruaridh Mollica spielt den 25-jährigen Max

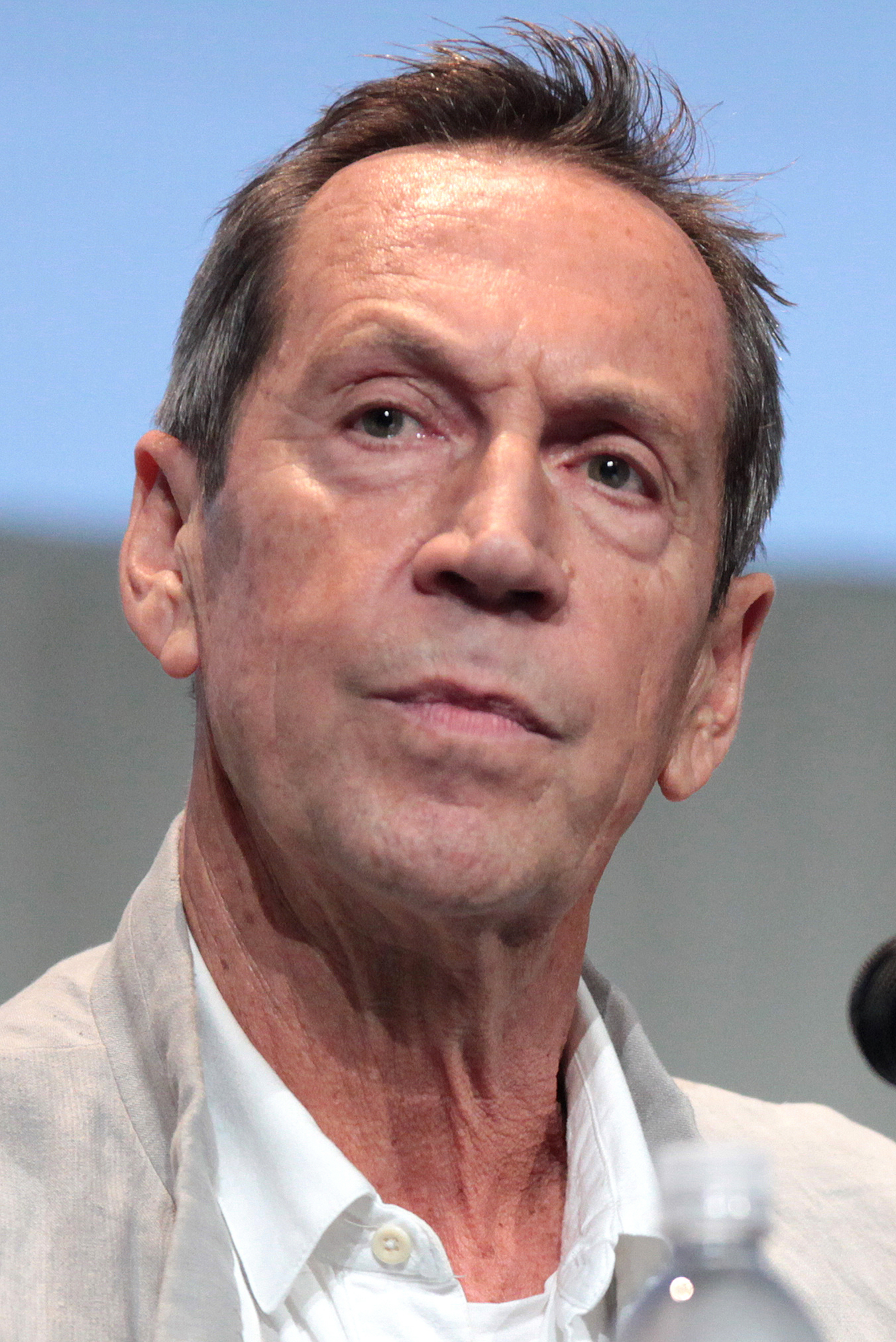
Der Australier Jonathan Hyde spielt Nicholas

Der in Italien geborene Ruaridh Mollica spielt in der Hauptrolle den angehenden Schriftsteller Max, der unter dem Pseudonym „Sebastian“ Sexarbeiter  wird. Mollica war zuvor in mehreren Kurzfilmen und Fernsehserien zu sehen, unter anderem in Too Rough und Red Rose. Zudem wurde er für eine Hauptrolle in der HBO-Miniserie The Franchise von Armando Iannucci gecastet. Die US-amerikanische Schauspielerin Hiftu Quasem ist in der Rolle seiner besten Freundin Amna zu sehen und der isländische Schauspieler Ingvar Eggert Sigurðsson, bekannt aus Filmen wie Lamb, The Northman, Godland und Rebel Moon – Teil 1: Kind des Feuers, in der Rolle von Daniel. Der Australier Jonathan Hyde spielt Nicholas. Weiter auf der Besetzungsliste finden sich die Britin Leanne Best, ihre Landsmänner David Nellist und Akbar Kurtha, der in Brasilien geborene Schauspieler Pedro Minas, der Franzose Matthias Moret, Dylan Brady und Laurent Maria.
Die Dreharbeiten fanden in London, Glasgow und Brüssel statt. Als Kamerafrau fungierte Ilkka Salminen, mit der der Regisseur bereits für Die Hütte am See zusammenarbeitete.
Die Filmmusik komponierte Ilari Heinilä. Das Soundtrack-Album mit insgesamt 16 Musikstücken wurde Ende Januar 2025 von Dubois Records als Download veröffentlicht.

### Marketing und Veröffentlichung
Die Weltpremiere fand am 21. Januar 2024 beim Sundance Film Festival statt. Im Vorfeld sicherte sich LevelK die internationalen Rechte am Film. Die Vertriebsrechte in den USA liegen bei Kino Lorber. Ende Mai 2024 wurde der Film beim Inside Out Toronto 2SLGBTQ+ Film Festival und im Juni 2024 beim Festival Internacional de Cine en Guadalajara und beim San Francisco International LGBTQ+ Film Festival vorgestellt. Ende Juni 2024 wurde der erste Trailer veröffentlicht. Am 2. August 2024 kam der Film in ausgewählte US-Kinos. Ebenfalls im August 2024 wurde er beim Norwegischen Filmfestival in Haugesund gezeigt, Ende September, Anfang Oktober 2024 beim Out On Film Festival und hiernach beim London Film Festival und beim Film Fest Gent. Im Rahmen der Kino-Reihe "Queerfilmnacht" lief Sebastian ab Dezember 2024 in Deutschland un Österreich. Im Februar 2025 erfolgten Vorstellungen beim Madi Gras Film Festival. Im März 2025 wurde er beim Manchester Film Festival gezeigt.

## Rezeption

### Kritiken
Von den bei Rotten Tomatoes aufgeführten Kritiken sind 75 Prozent positiv.

### Auszeichnungen
British Independent Film Awards 2024
- Nominierung für die Beste Nachwuchsleistung (Ruaridh Mollica)[22]

Festival Internacional de Cine en Guadalajara 2024
- Nominierung für den Premio Maguey[12]

Jussi 2025
- Nominierung als Bester Film (James Watson)
- Nominierung für die Beste Regie (Mikko Mäkelä)
- Nominierung für das Beste Drehbuch (Mikko Mäkelä)
- Nominierung für die Beste Kamera (Iikka Salminen)
- Nominierung für die Beste Filmmusik (Ilari Heinilä)
- Nominierung für den Besten Filmschnitt (Arttu Salmi und Mikko Mäkelä)
- Nominierung als Bester Hauptdarsteller (Ruaridh Mollica)
- Nominierung für die Beste Nebenrolle (Jonathan Hyde)
- Nominierung für die Besten Kostüme (Frank Gallacher)[23]

 Sundance Film Festival 2024
- Nominierung im World Cinema Dramatic Competition[2]